# Willem de Volder
Willem Claesz. de Volder (ook bekend als Willem van de Voldersgraft, Giuglielmus Gnapheus of Guilielmus Fullonius, Den Haag 1493 - Norden, 29 september 1568) was een Nederlands humanist, docent, geestelijke en schrijver.
De naam Gnapheus (Γναφευς) is Grieks voor Volder, FVLLONIVS heeft dezelfde betekenis in het Latijn.
Vanwege zijn Bijbels-humanistische en reformatorische opvattingen werd hij door de Rooms-Katholieke Kerk vervolgd, en later ook door de Lutherse Kerk  geëxcommuniceerd. Hij wordt beschouwd als een van eerste Nederlandse protestanten, met een belangrijke rol tijdens het begin van de Reformatie in Nederland.

## Leven
In 1512 ging De Volder in Keulen studeren, waar hij zijn baccalaureaat behaalde. Hij was van 1522 tot 1528, met tussenpozen vanwege detentie, rector van de Latijnse school in Den Haag. In die hoedanigheid was hij ook actief als toneelschrijver. Zijn in het Latijn geschreven toneelstuk Acolastus (1528-1529) had grote invloed binnen de 16e-eeuwse literaire kringen in de Nederlanden en in heel Europa. Ook belangrijk is zijn beschrijving van het proces en de hechtenis van een van Nederlands eerste protestantse martelaren, Jan de Bakker van Woerden, ook wel Johannes Pistorius genoemd. De Volder was samen met de Bakker gedetineerd geweest in de Gevangenpoort in Den Haag, maar kwam er met een milde straf vanaf.
Op de vlucht voor de Inquisitie in de Nederlanden kwam hij in Pruisen, in het huidige Polen en Rusland, terecht.
Te Elbing (Pools Elbląg) werd De Volder rector van de Latijnse school. Hij liet zijn leerlingen de Latijnse toneelstukken Eloquentiae Triumphus ('Triomf van de Welsprekendheid') en Morosophus ('De Dwaze Wijze') opvoeren. Hij schreef een loflied op het stadsbestuur van Elbing dat de Latijnse school financierde. Ook gaf hij de Latijnse gedichten van de scholieren uit (Prima Aelbingensis scholae foetura, ofwel 'De eerste nalatenschap van de Elbingse School'). Ook in Elbing raakte De Volder in conflict met de Rooms-Katholieke Kerk. Hij werd verdacht van lutherse, sacramentarische en doperse opvattingen. Bovendien was hij getrouwd, terwijl hem dat door de Kerk verboden was omdat hij tot priester gewijd was.
De Volder vertrok naar het nabijgelegen Koningsbergen (het huidige Kaliningrad in Rusland), waar het katholicisme plaats had gemaakt voor het lutheranisme. Ook hier doceerde hij aan de Latijnse school en bracht hij de Latijnse tragikomedie Hypocrisis ('Hypocrisie') op de planken. Tevens gaf De Volder colleges theologie aan de universiteit van Koningsbergen. Een ruzie met zijn strikt lutherse collega Friedrich Staphylus, mondde uit in een ketterproces met zijn excommunicatie uit de lutherse kerk als gevolg.
Gnapheus verliet Koningsbergen en zocht zijn heil aan het hof van gravin Anna van Oost-Friesland in Emden. In deze stad was een Nederlandse vluchtelingenkerk gevestigd en er werden geschriften bestemd voor de Nederlanden gedrukt. Gnapheus schreef er Nederlandstalige pamfletten en hij leverde zijn Antilogia af, een felle polemiek tegen de lutheranen die hem excommuniceerden.

## Werk
- Acolastus. De filio prodigo comoedia, Antwerpen 1529;
- Een troost ende spieghel der siecken ende derghenen, die in lijden zyn, in 1525 in gevangenschap geschreven, niet voor 1531 gedrukt, in 1557 opnieuw verschenen met de titel Tobias ende Lazarus;
- Paraenesis gratulatoria in bonarum literarum et ludi literarii apud Elbingenses instituti commendationem, Danzig 1539;
- Eloquentiae triumphus, Danzig 1541, in 1551 opnieuw verschenen in Keulen bij Mart. Gymnicus, in 1555 opnieuw verschenen in Antwerpen, ook wel Misobarbarus genoemd;
- Prima Aelbingensis scholae foetura. Silva carminum sive σχεδιάσματα scholasticae iuventutis apud Elbingenseis tumultuarie congesta et variis rerum argumentis cum prophanis tum sacris conciliata, Danzig 1541;
- Morosophus. De vera ac personata sapientia comoedia, Danzig, 1541, opnieuw verschenen in 1599;
- Hypocrisis. De Hypocrisis falsa religione, ficta disciplina et supplicio, deque Psyches calamitate et restituta illi per veram poenitentiam salute Tragicomoedia, Bazel, 1544, opnieuw verschenen in Wittenberg in 1564;
- Joannis Pistorii a Worden ob evangelicae doctrinae assertionem apud Hollandos primo omnium exusti vita, Straatsburg 1546;
- Adversus temerariam ne dicam impiam excommunicationis censuram [...] a quibusdam Academiae Regiomontanae apud Prutenos nuper institutae professoribus et concionatoribus ex mera invidia et malignandi libidine in ipsum latam, extemporalis quaedam antilogia, 1551, Oost-Friesland;
- Een suuerlicke ende seer schoone disputacie welcke gheschiet is in den Haghe in Hollant, tussen die kettermeesters ende eenen christelijcken priester ghenaemt Jan van Woorden, aldaer ghevanghen ende oock verbrant, [Antwerpen] ca. 1552-1554;
- Emdanae Civitatis Έγκώμιον. In Aembdanae civitatis atque adeo totius Vltramasanae Frisiae laudem carmen panegyricum, Emden 1557;
- Somma des christelichen religions, [Emden] 1562, vertaling door Gnapheus van het Hoogduitse origineel door Bullinger;

## Uitgaven
- Acolastus: Johannes Bolte, Acolastus, Berlijn 1891.
- Acolastus: P. Minderaa, Acolastus: Latijnse tekst met Nederlandse vertaling, Zwolle 1956.
- Acolastus: William Eric Duncan Atkinson, Acolastus: A Latin play of the sixteenth century, London Ontario 1964.
- Morosophus: Hans Dieter Hoffmann, Ein törichter Weiser. Von der wahren und der scheinbaren Weisheit. Lateinisch und deutsch. Herausgegeben, übersetzt und erläutert von Hans-Dieter Hoffmann, Frankfurt am Main 2010.
- Joannis Pistorii a Worden [...] vita: gedeeltelijk afgedrukt in: Paul Fredericq, Corpus documentorum inquisitionis haereticae pravitatis Neerlandicae: verzameling van stukken betreffende de pauselijke en bisschoppelijke inquisitie in de Nederlanden, deel IV, p. 406-452.
- Een suuerlicke ende seer schoone disputacie: gedeeltelijk afgedrukt in: Paul Fredericq, Corpus documentorum inquisitionis haereticae pravitatis Neerlandicae: verzameling van stukken betreffende de pauselijke en bisschoppelijke inquisitie in de Nederlanden, deel IV, p. 453-495, Gent / Den Haag 1889-1906.
- Emdanae Civitatis Έγκώμιον, in: Heinrich Babucke, Wilhelm Gnapheus, ein Lehrer aus dem Reformationszeitalter. Lobspruch der Stadt Emden und ganz Ostfrieslands nach der Originalausgabe von 1557 aus dem Lateinischen übersetzt und mit einer Einleitung versehen, enthaltend das Leben des Gnapheus, Emden 1875.